# 洛尔查
洛尔查，是西班牙巴伦西亚自治区阿利坎特省的一个市镇。总面积32km2，总人口737人（2001年），人口密度23人/km2。